# Neocorus
Johann Adolfi Köster, Neocorusnak (Büsum, 1559 előtt – valószínűleg 1630/1631) Dithmarschen régió német krónikása, 1590 és 1624 között a büsumi közösség lelkipásztora.

## Élete

### Származása
Édesapja, Adolf Philippi tanár volt Wöhrdenben és az ottani Szent Miklós-templom második prédikátora. Édesanyja a nagy hatalmú tekintélyes Isemannen Dithmarscher család leszármazottja volt. Ő maga valószínűleg néhány évvel Dithmarschen függetlenségének 1559-es elvesztése előtt született, és 1560 körül Wöhrdenben nőtt fel. Dithmarschen elfoglalása után II. Frigyes dán király valamint nagybátyák, János schleswig–holstein–haderslevi herceg és Adolf schleswig–holstein–gottorpi herceg osztozott a földön. 1581-ben egy újabb felosztás során a régió közepén fekvő Wöhrden plébániát is felosztották a dán király és gottorpi herceg között. Neocorus szülei egy évvel korábban meghaltak.

## Pályája
Neocorust kezdetben apja tanította, majd az 1576 októberében alapított Helmstedti Egyetemen tanult. Rövid tanulmányi idő után, 1578-ban tartotta első prédikációját egy Helmstedt melletti faluban, majd ugyanabban az évben visszatért Dithmarschenbe és Büsumban, majd a Bisvne szigetén fekvő Norddorp faluban tanító és sekrestyés lett. 1590-ben a helyi Szent Kelemen-templom második prédikátora lett. Mivel a hitközség által biztosított ház túl kicsi volt számára, édesanyja örökségét felhasználva nagyobb házat építtetett magának. 1594 körül kezdte írni krónikáját, amelyet 1598-tól Dithmersche historische Geschichte van ehrer Ankumbst, Seden, Gebruken, Geschlechter, Kluffte, Landen, Steden, Flecken, Dorpern. Item van ehren Regimentt, Religion, Policien, Krigen, Vorruckingen, Vormehringen, Handelen und dapferen manlichen Daden uth velen geloffwerdigen Historicis, olden geschrevenen Chronicis, eigentlicken Vortekenissen, Breven, Instrumenten, Privilegien, Vordregen unde Monumenten thosamende gedragen, ock eines Deles nun erstlick angemercket unde uppe getekenet mit sonderbaren mechtigen Vlite, grothen schwerer Moyte unde Arbeith, dorch Johannem Neokorum Ettahulphidem in demsulvigen Lande bordich címmel adta ki. 1598-tól tisztességes példányszámban kinyomtatták és 1619-ig folytatták. Közösségében szegények céhét alapította, és aktívan támogatta a szigetet a szárazfölddel összekötő gát építését. Feljegyzései szerint azonban gyakran összetűzésbe került a Büsumerekkel, és végül 1624-ben a közösség eltávolította lelkészi tisztségéből. Utoljára 1630 decemberében említik. Valószínűleg nem sokkal ezután meghalt.

## Neve
Apja vezetéknevét Köster valószínűleg az alnémet beosztásból kapta: sekrestyés, aki egyben a plébániai iskola tanítója is volt. A neōcorus név (görögül: νεωκόρος neōkórosz), amelyet Köster adott magának a humanista hagyományban, görög eredetű, és a takarításért is felelős templomfelügyelőre utal, és ezért apja vezetéknevének fordítása. Neocorus Ettahulphidesnek is nevezte magát a patroním latinosításaként.

## Krónikás tevékenysége

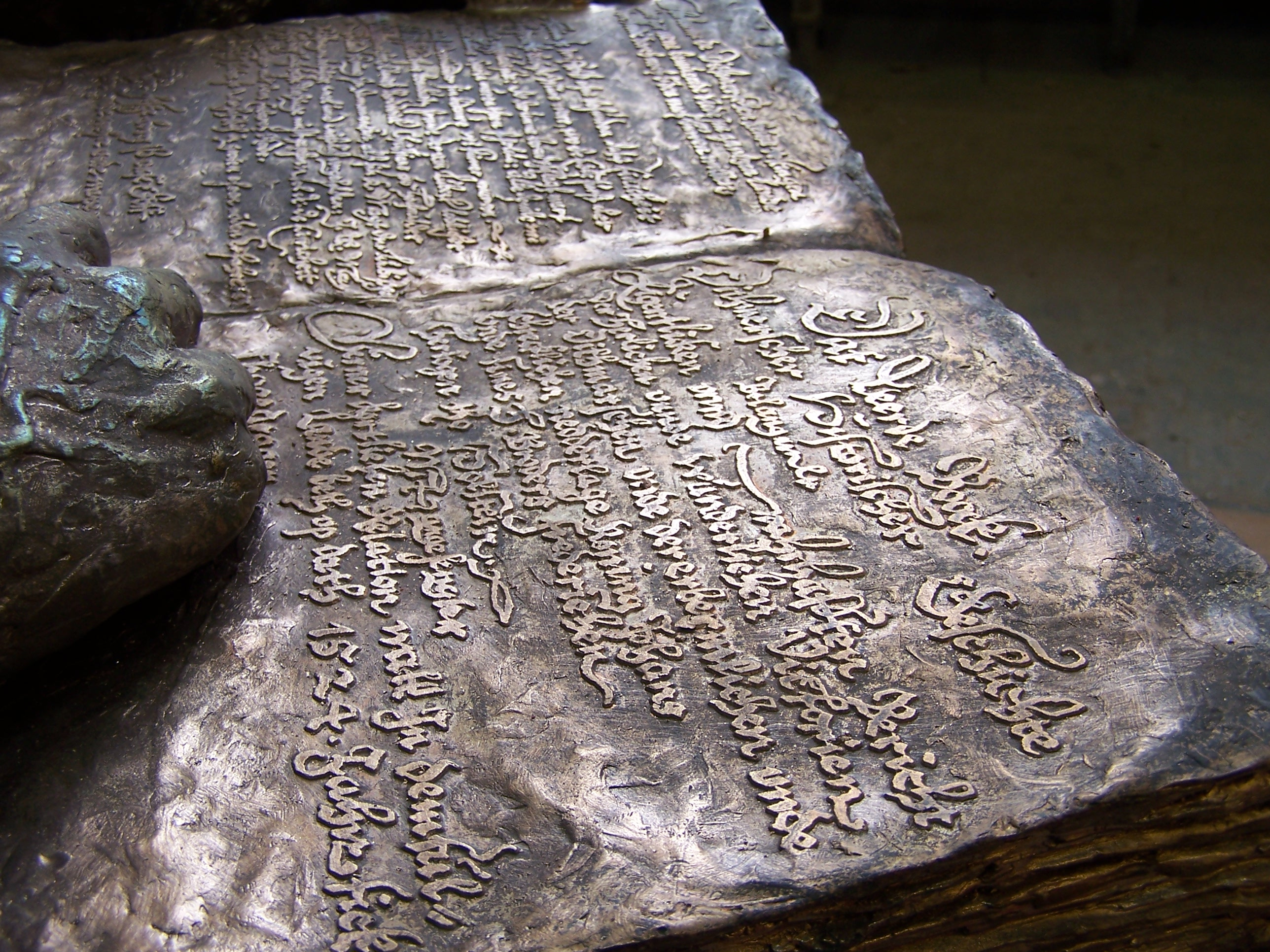
Bronz szobor Neocorus kéziratával

További elődök: Johann Russe (1506 k.–1555), aki Henning Swyn feljegyzéseit használta (lásd fent), és Carsten Schröder (1531–1615), aki bizonyára hozzáférhetett Russe és Petersen (1599) feljegyzéseihez a hemmingstedti csatáról; az elesett lovagokról, akiket az apjától kapott.
Neocorus a Dithmarschen régió krónikája című történelmi művét kézzel írta középalnémetül, de még utódja, Hans Detleff tho Windtbergen (1634/43) sem tudta csak kézírásban folytatni a munkát. Csak Friedrich Christoph Dahlmann kieli professzor adta ki az eredeti krónikát 1827-ben Kielben, és kiegészítette olyan krónikásokkal, mint Johann Adrian Bolten (1781–1788) és a hemmingstedti csata (1500) kortárs tanúja, Albert Krantz (1504).

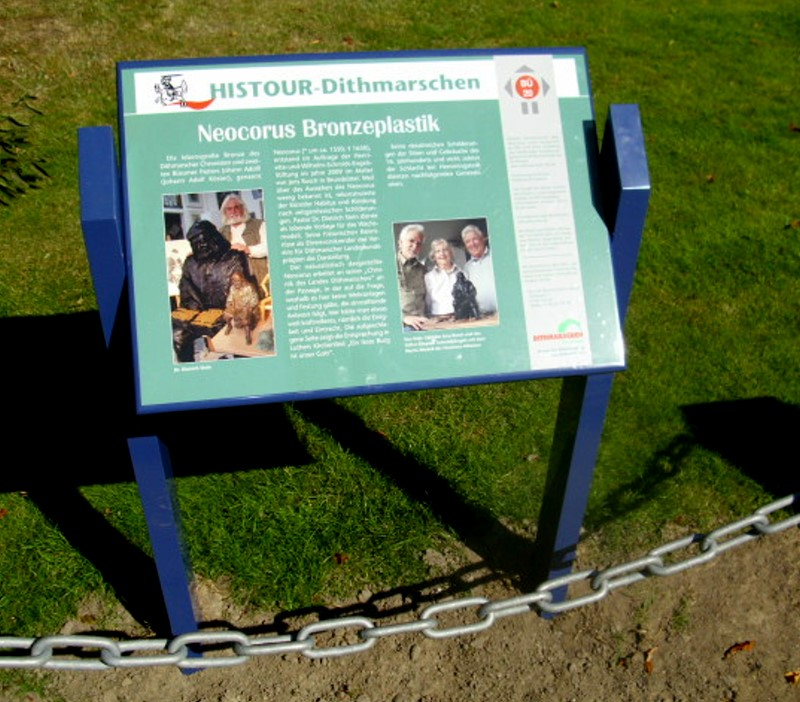
Információs tábla a büsumi Neocorus téren

## Művei
- Dithmarschen régió krónikája. Az eredetiből szerkesztette: Prof. Friedrich Christoph Dahlmann, 2 kötet, Kiel, 1827 1. kötet ( 1. kötet a Google Books-on ); 2. kötet ; ( 2. kötet a Google Könyveken)
- Neocorus, amelyet a régi Dithmarscher ábrázolt: Friedrich Pauly Utwaahl plattdütsch navertelltjében. Heath i. H.: Boyens [1930 k.]. Neocorus krónikájának ingyenes alnémet újranyomása

## Kitüntetései
- Büsumban iskolát neveztek el róla.
- A Neocorus tér a büsumi Szent Klemens-templom előtt található.
- A H. & W. Schmidt-Engels Alapítvány életnagyságú Neocorus bronzszobrot adományozott a Szent Klemens-plébániának.

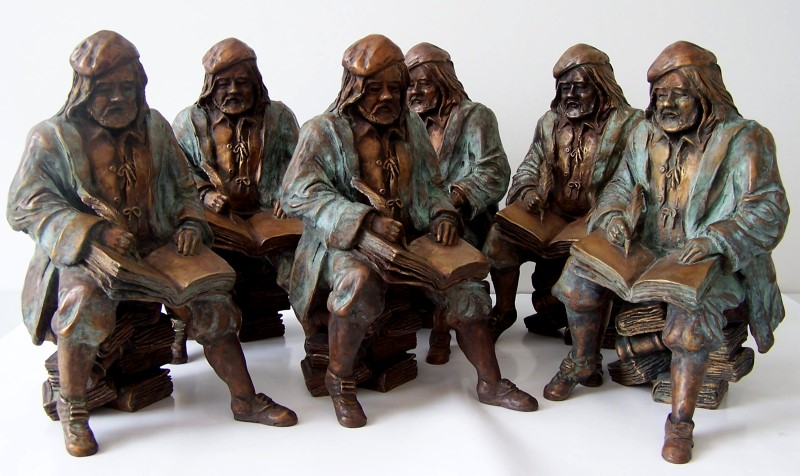
Neocorus-kisplasztika bronzból

## Fordítás
- Ez a szócikk részben vagy egészben  a   Neocorus című német Wikipédia-szócikk ezen változatának fordításán alapul.  Az eredeti cikk szerkesztőit annak laptörténete sorolja fel. Ez a jelzés csupán a megfogalmazás eredetét és a szerzői jogokat jelzi, nem szolgál a cikkben szereplő információk forrásmegjelöléseként.